# Кеслерова кркуша
Кеслерова кркуша (лат. Romanogobio kesslerii, Gobio kessleri), позната такође и под именом пескар, је зракоперка из реда Cypriniformes и фамилије Cyprinidae.

## Распрострањење
Представник је врста које су субендемити Дунавског басена у Средњој и јужној Европи. Ареал врсте Romanogobio kesslerii обухвата већи број држава. Присутна је у Пољској, Србији, Мађарској, Румунији, Украјини, Босни и Херцеговини, Бугарској, Македонији, Словачкој, Словенији, Чешкој, Хрватској, Молдавији и Аустрији.

## Станиште и екологија
Станишта врсте су речни екосистеми и слатководна подручја – реке Дњестар, Висла, и притоке Црног мора. Живи у брзим водама са шљунковитим дном. Мрести се у јуну месецу.

## Угроженост
Ова врста се не сматра угроженом од изумирања али је генерално мало података, те је статус угрожености у Србији са недостајућим подацима (DD).